# Universidad Nacional Experimental Rómulo Gallegos
La Universidad Nacional Experimental de los Llanos Centrales Rómulo Gallegos (UNERG), es una Universidad Venezolana, ubicada en San Juan de los Morros, estado Guárico. Fundada en el año 1977, es la principal institución de educación superior de los llanos centrales venezolanos. A su vez, fue la octava universidad experimental de la República, Posee su propio periódico (Unergprensa) y su propia emisora (RadioUnerg "La Universitaria" 92.7 FM).
Esta se caracteriza por el constante ejercicio de sus funciones, siendo de las pocas universidades que en paros académicos nacionales sigue operando a pesar de huelgas académicas en el país.
Para el año 2011, a lo largo de su cronología académica esta Alma Mater habría egresado más de 50 mil profesionales (formados en diez áreas del conocimiento y 15 programas de formación)  con una profunda inclinación hacia el servicio social, puesto que desde que los estudiantes inician la carrera elegida, el trabajo benéfico se vuelve una asignatura más.

## Historia

### Antecedentes

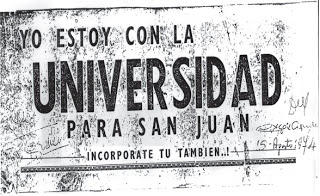
Primera propaganda Pro-Universidad.
Calcomanía para vehículos apoyando la creación de una universidad en San Juan de los Morros (1972)

La idea de fundar una universidad, en la población de San Juan de los Morros, nunca fue históricamente una prioridad. De hecho, esta era defectuosa o casi nula. El gobierno destinaba fondos para penitenciarías y actividades agrarias en el país, y si bien varias personas trataron de impulsar la creación de centros de estudios en la ciudad, ya que la calidad de la educación secundaria también era pésima, nunca llegaba a concretarse. Sin embargo, en la década de los setenta del siglo XX, se acrecentó el deseo de un amplio sector ideológico progresista de cambiar una imagen “deprimida y carcelaria” que proyectaba San Juan de los Morros a nivel nacional. Por lo tanto, vieron en la población juvenil una ventana para animar la ciudad, pero chocaron con la realidad de falta de instituciones debido al centralismo administrativo excesivo. 
Este deseo, comenzó a crecer y logró que surgiera un movimiento cívico Pro-Universitario donde se utilizaban lemas o consignas como: “Universidad para San Juan”, “San Juan Universitario”, “No queremos una ciudad carcelaria, queremos una ciudad universitaria”, estas consignas aparecían en calcomanías colocadas en comercios y transporte público, ya que era el principal medio de traslado que cubría las diferentes rutas entre los barrios existentes y el centro de la localidad. Para el año 1972, las llamadas fuerzas vivas de San Juan de los Morros, entre las que se destacan sectores influyentes como la Cámara de Comercio integrada por personas como: Angelo Donnarumma, Giovanni D’Angelis, Efraín Pinto, con el apoyo del profesor Adolfo Rodríguez, habían presentado entre las diversas peticiones a los candidatos presidenciales que visitaron la capital guariqueña, la creación de una casa de estudios superior.

### 1974 y el Movimiento Pro-Universidad
El 15 de agosto de 1974, fue el inicio del trasiego con apoyo citadino general que inspiró a varios movimientos cívicos, a  tratar de crear una institución que imparta enseñanza profesional en la ciudad. A través de diversos medios de comunicación escritos como la Prensa de Carabobo, Últimas Noticias, y emisoras de radio como Radio Guárico y Radio Rumbos en sus transmisiones de noticias incluían una coletilla que decía “Universidad para San Juan de los Morros”. También se reactivó el comité Pro-Universidad que se inicia con un vocero escrito multigrafiado que se tituló “San Juan Universitario”. Y este mismo Comité Estudiantil pro-creación del instituto, durante visitas políticas a la ciudad, señalaban constantemente las condiciones que reunía el estado Guárico para  justificar el proyecto que contribuiría de forma decisiva en el desarrollo dinámico de la zona central del país, esto apoyado por periódicos varios, en busca de impactar más ante la posterior acogida, del en entonces candidato de Acción Democrática Carlos Andrés Pérez, quien resultó ganador de las elecciones presidenciales.
Luego de esto, en el plazo restante del año 1974, gracias al público captado, se hicieron foros de intelectuales guariqueños, para concretar la promesa ya hecha. El comité Pro-Universidad se encargaba constantemente de atraer más público y crear una masa para, precisar y materializar la creación de la universidad. Éstos eran presididos por Adolfo Rodríguez y Angelo Donnarumma. Todo esto dio hincapié a que, el presidente de la República Carlos Andrés Pérez, por medio de declaraciones de prensa oficiales dijera lo siguiente:

No se preocupen. Mi promesa de la Universidad para San Juan de los Morros es un hecho, pero no contamos con el equipo docente [...]. Y es necesario desocupar la Penitenciaría General de Venezuela, en cuanto se construya la nueva Penitenciaría, porque además el penal está limitando la expansión física de la ciudad.
Carlos Andrés Pérez al Comité Pro-Universidad. 21 de diciembre de 1974. San Juan de los Morros.

Teniendo con esto, éxito el movimiento, e iniciando la historia de la universidad.
En el año 1975 se crea la Comisión de Factibilidad para la creación de una universidad en el estado Guárico. Y en 1976, la comisión solicita al Ejecutivo Regional la cesión de al menos mil hectáreas de terreno pertenecientes para construir la Ciudad Universitaria, área que se encuentra actualmente bajo el manto del Monumento Natural "Dr. Arístides Rojas", conocido como Los Morros. Que dominan los espacios universitarios.

### Fundación y primeros años
Fue específicamente, el 25 de julio de 1977,  bajo decreto Presidencial de la entonces llamada República de Venezuela, el presidente Carlos Andrés Pérez, decreta la creación de las universidades Francisco de Miranda para Coro y Rómulo Gallegos, para San Juan de los Morros, en marco del aniversario 450 de la ciudad a las 7:15 PM.

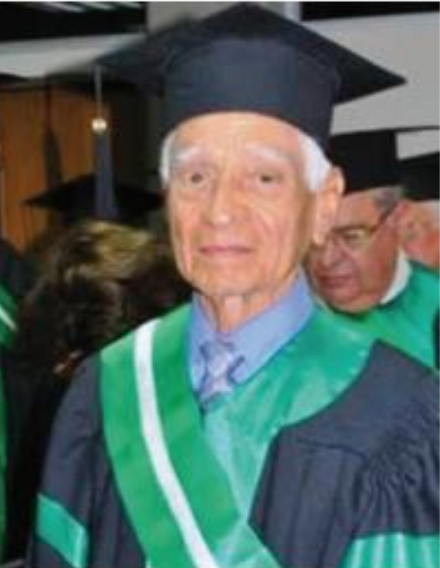
Dr. José de Jesús González Matheus, rector fundador y homenajeado. (2013)

Para el mes de noviembre de 1978, fueron designadas las primeras autoridades donde destacan: José de Jesús González Matheus como rector, el Lic. Adolfo Rodríguez quien había sido uno de los propulsores de la campaña Pro-Universidad como vicerrector académico, y Eduardo Carreño como vicerrector administrativo.  La propuesta de estudios fue aprobada a finales de 1979 por el CNU, quien autoriza la apertura de carreras como Ingeniería Agronómica de Producción Animal e Ingeniería Agronómica de Producción Vegetal el 21 de enero de 1980, dando incoación a las actividades académicas, con una matrícula estudiantil de 300 bachilleres para las carreras anteriormente mencionadas.
Al mismo tiempo, la naciente universidad suscribe convenios con el CENDES-UCV para realizar un diagnóstico acerca de la región de los llanos centrales, informe que fue presentado más tarde, en el Colegio de Ingenieros del Distrito Capital. Las actividades académicas se ubicaron en las instalaciones del Ciclo Básico Común Creación San Juan o Luis Barrios Cruz, en la urbanización Rómulo Gallegos, que había sido inaugurada en esos mismos días, mientras el rectorado venía funcionando en una edificación ubicada en la avenida Bolívar, frente al cine olímpico, alquilada para tal fin por el rector J.J Matheus, el vicerrectorado administrativo funcionó en un edificio distinto.

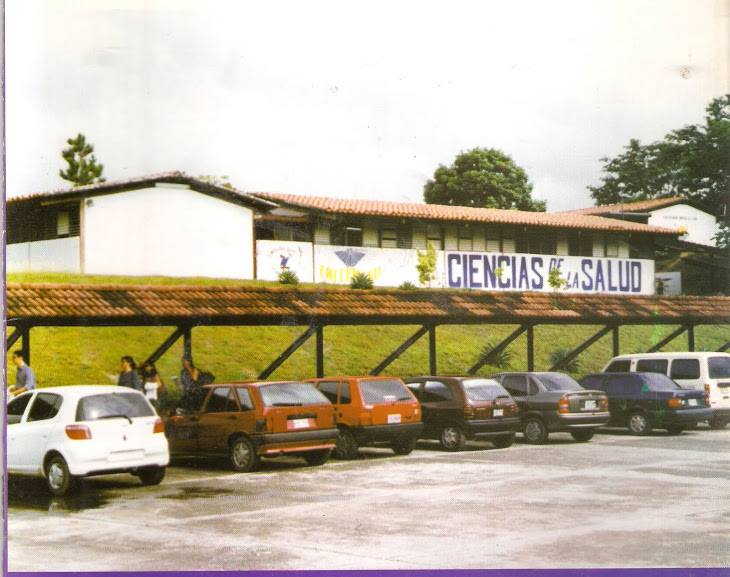
Escuela de Enfermería en San Juan de los Morros (1986)

Para el 12 de enero de 1984, se incorpora la carrera de Enfermería, en su modalidad de Técnico Superior Universitario (TSU), fue así, la segunda carrera en iniciar sus actividades. Esto a nivel de la Facultad de Ciencias de la Salud representó un hito ya que el estado no contaba con cimientos aptos para el desempeño de ninguna carrera relacionada con esta área importante para el país. Se inició con la construcción de estas edificaciones con un modelo arquitectónico auspiciado por arquitectos contratados por el alma mater para el año de 1985. Contando a finales del mismo, con una obra importante que serviría de arquetipo, para Escuelas de distintas áreas formativas para el estudiante universitario. Esta edificación contaba con instrumentos vanguardistas de estudio, aprendizaje, e investigación para el profesional sanatorio que buscaba superarse en esta carrera. Y en concordancia con el trabajo investigador dado, se nombró en octubre de 1986 a la profesora Yolanda Villasmil, encargada de la primera coordinación de la Facultad de Ciencias de la Salud en plenitud, y del programa de Enfermería.
En esas fechas, además, egresa la primera promoción de Ingenieros Agrónomos, se planifica y posteriormente, se da la puesta en marcha de las futuras obras primarias, de las edificaciones en El Castrero y se realiza el traslado de algunas oficinas y servicio académico a esas instalaciones.

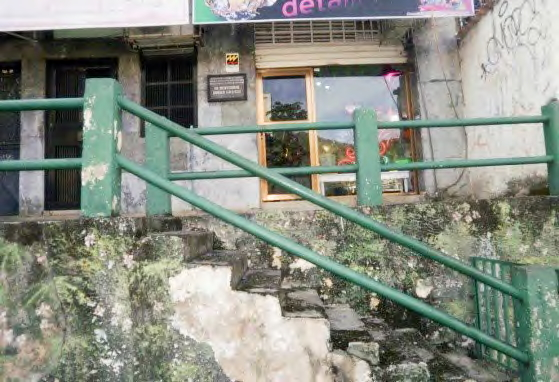
Sede del primer rectorado de la Universidad Rómulo Gallegos fundado en 1979. (2019)

Para el mes de febrero de 1988, se aprueba totalmente el proyecto y comienzan los trabajos de construcción de la sede en terrenos de El Castrero, los cuales fueron cedidos por el Ministerio de Justicia para dicha obra, cuyo proyecto arquitectónico había sido diseñado por la arquitecto Mariela Donnarumma, además en el intento de ir sustituyendo paulatinamente, a la penitenciaría por la universidad, tal como había sido el clamor de un amplio sector sanjuanero, pero que nunca había llegado a cristalizarse. 
En 1987 aprueban el programa de Medicina Veterinaria con un Centro Universitario Regional en Zaraza, y en 1991 se aprueban las Facultades de Odontología, Ciencias de la Salud, Ciencias Económicas, de Administración y Sociales, Humanidades y Ciencias de la Educación y el Área de Postgrado; también, cuatro centros de investigación y extensión. Se aprueba el Centro Universitario Regional de Calabozo, se concluye la Biblioteca Central, el comedor y también el edificio de Odontología y se construye la sede del Rectorado, la sede del Decanato de Investigación y Extensión, el Jardín Botánico, Polideportivo, Estación Piscícola, Concha Acústica y se gestiona y recibe el comodato de las instalaciones del antiguo Hospital Guárico para establecer allí, la Casona Universitaria con el Área de Postgrado y la Fundación Clínica Universitaria (FUNDACLIU).

### Final de los 90’, y reestructuración hasta etapa actual
Desde finales de los años noventa y en la primera década de los dos mil, con la puesta en práctica de las políticas de inclusión por el estado venezolano, estas líneas generales trastocan a todos los sectores y estratos de la población venezolana. Y así, comienza un cambio en esta casa de estudios dándole prioridad a la población de San Juan de los Morros, a las localidades circunvecinas y de bajos recursos, gracias al proceso de admisión interna que se llevó a cabo en consonancia con la OPSU.
Desde el punto de vista infraestructural, se procede a la ampliación  de las ya existentes, a la universidad se le construye un nuevo comedor de  mayor capacidad, se construye una nueva avenida o vía de acceso, inicialmente llamada 'Avenida Universidad', pero luego cambiado su nombre por el epónimo “Brito Figueroa”, destacado  historiador venezolano, profesor y exrector de la universidad.

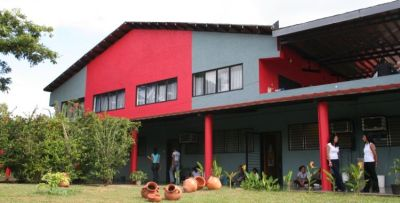
Decanato de Investigación, Ciudad Universitaria, San Juan de los Morros (2019)

De igual modo, se restaura, adecua, y amplia en la ciudad, la sede del primer Decanato de Investigación especializado en toda San Juan de los Morros, para la contribución del estado, al país, de la mano del trabajo investigativo de la casa de estudios. Cada dos años, se hacen Jornadas de Investigación que tienen como finalidad, dar a conocer las investigaciones y proyectos que están realizando los académicos de la UNERG. Bajo diversas investigaciones se ha contribuido al desarrollo tecnológico de la región. Los más destacados, son seleccionados por la universidad para su posterior divulgación y financiamiento; igualmente, en este recinto es también habitual ver distintas conferencias de pensamientos de próceres adecuados a la actualidad, eventos históricos de nuestra sociedad, e historia universitaria.
A pesar de, los rectores en esta etapa, les ha tocado enfrentar una situación crítica, siendo la crisis actual en Venezuela, la peor en la historia del país caribeño y, de la cual, no escapa la ciudad de San Juan de los Morros al tratar de hacer frente al éxodo universitario, ya que existe una fuerte lucha por mantener la matrícula ante la tendencia de la población joven a emigrar a países vecinos en la búsqueda de paliar la difícil situación económica que se enfrenta. Durante el tiempo reciente, hubo toda una serie de conflictos presentados con los estudiantes, pero con raíz en la situación país. Actualmente, la universidad, sigue intentando crecer infraestructuralmente y en una clara visión de Refundación tratan de lograr ser, la principal alternativa de estudios y de desarrollo para todos los Estados de Venezuela, especialmente los centrales, constituyendo  un importante centro neurálgico de esta región geo-histórica.

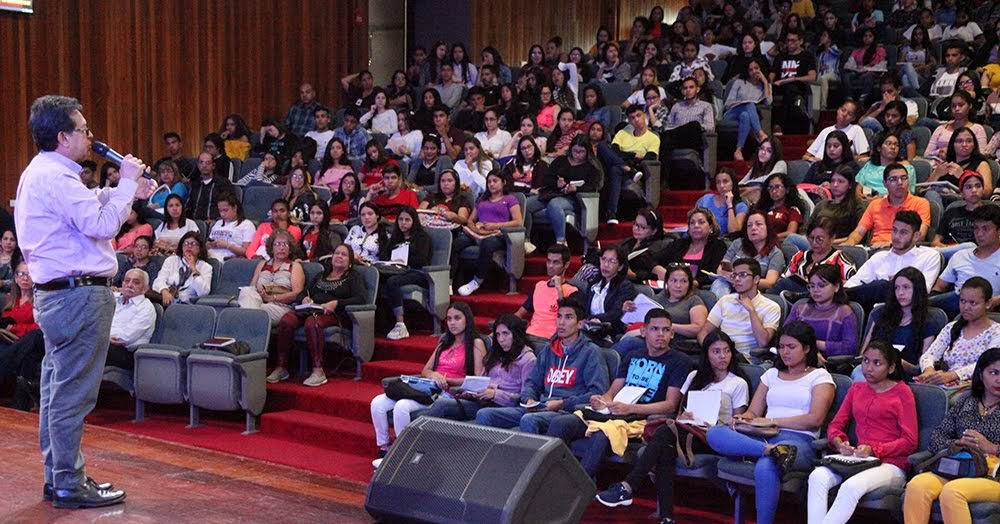
Clase magistral a la sede de Maturín, dictada por el entonces Decano del Área de Ciencias de la Salud, Dr. Lucio Díaz, para el inicio de actividad académica. (2020)

En ese esfuerzo por tratar de ser una opción resaltante para la población universitaria, expandieron su alma mater al fundar su primera casa de estudio fuera del estado Guárico, al elegir el estado Monagas como primera sede fuera del Llano. Aperturándose el 10 de febrero de 2020 en la capital, Maturín. Se podrá cursar estudios en al menos siete Programas Nacionales de Formación, ya que las carreras a impartir son Medicina, Enfermería, Fisioterapia, Ingeniería Civil, Ingeniería en Petróleo, Arquitectura, Geología e Ingeniería Agronómica de Producción Animal en conjunto con Ingeniería Agronómica de Producción Vegetal. Esto, al momento, constituyó un hecho trascendental tanto para la universidad como para la región oriental del país al ser ahora una universidad no sólo en exclusiva de los llanos centrales, sino, adentrarse en el territorio nacional y expandir ideas y casas de estudio.
Este hecho hizo, que se usara otra denominación oficial siendo esta Universidad Nacional Experimental Rómulo Gallegos, dejando atrás el ‘de los Llanos Centrales’ que usualmente acompañaba al nuevo nombre. Dando a entender que su plan es adentrarse en todas las regiones posibles del país para, así, constituir una comunidad universitaria nacional de grandes proporciones.
Se dictaminó además, que la primera Facultad de Medicina de la ciudad de Maturín, instaurada por esta casa de estudios. Bautizaría a su espacio académico como "Dr. José G. Hernández", esto, en honor al médico venezolano reconocido mundialmente por el gremio, el Beato Dr. José Gregorio Hernández Cisneros, persona de acendrada vocación religiosa, humana y social. Coincidiendo con los valores que imparte la UNERG, para sus estudiantes.

## Centros universitarios

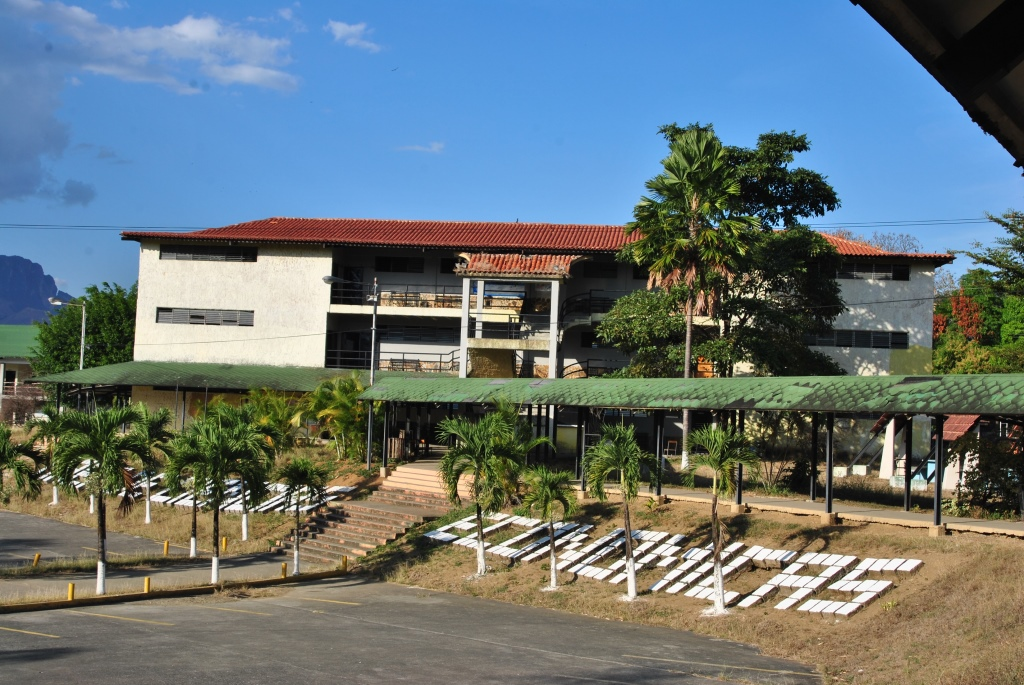
Área de Ciencias Económicas en San Juan de los Morros.

La Universidad Rómulo Gallegos cuenta con distintas áreas universitarias, programas e institutos, ubicados en San Juan de los Morros y alrededor del territorio nacional. Abarcando varios departamentos del país. Así como la mayor parte de las universidades latinoamericanas, responde a la idea de "universidad" como un conjunto de escuelas, institutos y facultades autónomas, cada una de ellas responsable por un área de conocimiento e identidad propia.
Cada facultad (denominada Área) está dividida en Programas que a su vez se subdividen en departamentos. Un programa normalmente es responsable por uno de los cursos ofrecidos por la unidad o por una línea de investigación específica. 
Los Centros Universitarios de presencia regional están localizados en áreas geográficas alejadas de los centros urbanos pero con alta necesidad de formación profesional cuyas áreas de influencia tienen interés científico y cultural.
Entre sedes y edificaciones académicas, podemos contar con:

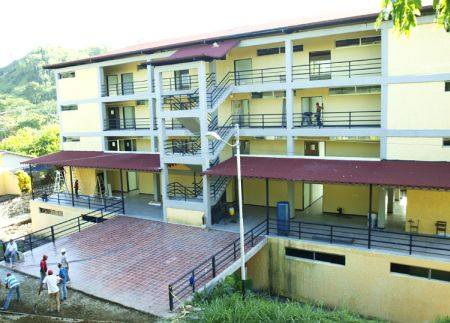
Programa de Medicina 'Dr. José Francisco Torrealba' en San Juan de los Morros.

### Área de Ingeniería Agronómica
- Programa de Agronomía mención Producción Animal
- Programa de Agronomía mención Producción Vegetal

### Área de Medicina Veterinaria

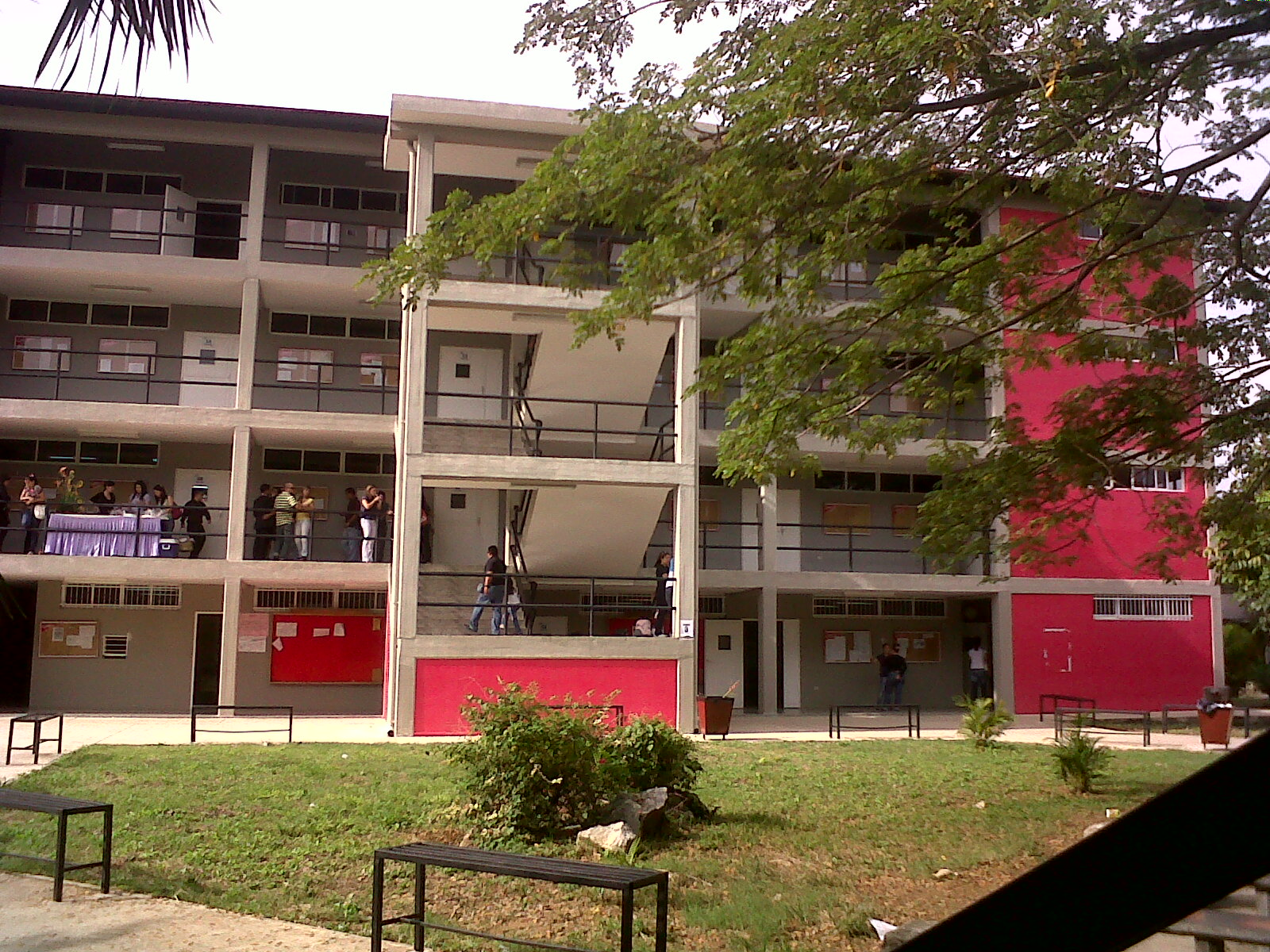
Área de Odontología en San Juan de los Morros.

Programa de Medicina Veterinaria

### Área de Ciencias de la Salud
- Programa de Medicina "Dr. José Francisco Torrealba"
- Programa de Enfermería
- Programa de Radiodiagnóstico
- Programas Nacionales de Formación (PNF)

### Área de Odontología
- Programa de Odontología

### Área de Ciencias Económicas y Sociales
- Programa de Administración Comercial
- Programa de Contaduría Pública
- Programa de Economía
- Programa de Comunicación Social

### Área de Ciencias Políticas y Jurídicas
- Programa de Derecho

### Área de Ingeniería de Sistemas
- Programa de Ingeniería Informática
- Programa de Ingeniería Electrónica

### Área de Ingeniería, Arquitectura y Tecnología
- Programa de Ingeniería Civil
- Programa de Ingeniería en Hidrocarburos mención Gas
- Programa de Ingeniería en Hidrocarburos mención Petróleo
- Programa de Ingeniería Industrial

### Área de Ciencias de la Educación
- Programa de Educación Integral
- Programa de Educación Mención Computación

### Área de Humanidades, Letras y Artes
- Programa de Historia

### Centros universitarios regionales
- Centro Universitario de Maturín[13]
- Centro Universitario de Valle de la Pascua[14][15]
- Centro Universitario de Zaraza[16]
- Centro Universitario de Altagracia de Orituco[17]
- Centro Universitario de Calabozo[18]
- Centro Universitario de Ortiz[19]
- Centro Universitario de El Sombrero
- Centro Universitario de Mapire[19]

| Centros Universitarios Regionales Secundarios      |                                                     |
|                                                    |                                                     |
| Centro Universitario Regional Secundario, en Ortiz | Centro Universitario Regional Secundario, en Mapire |

| Centros Universitarios Regionales Principales        |                                                     |                                                                |                                                    |
|                                                      |                                                     |                                                                |                                                    |
| Centro Universitario Regional Principal, en Calabozo | Centro Universitario Regional Principal, en Maturín | Centro Universitario Regional Principal, en Valle de la Pascua | Centro Universitario Regional Principal, en Zaraza |

## Composición académica
La UNERG, a su vez, cuenta con distintas áreas que se enfocan en una rama del conocimiento particular y disponen de carreras de pregrado y posgrado a la orden del estudiante. Contando con un total de veinte carreras. Se puede señalar, que en su carrera de Medicina (que es la más emblemática de la universidad), tienen su propio programa de Centro de Rotación Hospitalario (CRH).
Cabe agregar que, con la implementación de los Programas Nacionales de Formación, se añadieron cinco carreras más al pensum académico. 

### Áreas y oferta educativa
Las áreas de la Universidad Rómulo Gallegos, desempeñan labores académicas de pregrado, posgrado, investigación y extensión. Actualmente existen nueve Áreas. Estas son:

#### Área de Ingeniería Agronómica
Iniciando actividades académicas el 21 de enero de 1980, cuentan con dos carreras que fueron bastión al aperturar la alma mater. Identificados con el color verde, esta facultad presentará al alumnado, las opciones de:
- Ingeniería Agronómica de Producción Animal
- Ingeniería Agronómica de Producción Vegetal

#### Área de Ciencias de la Salud
Iniciando actividades académicas el 12 de enero de 1984, fue la segunda área en iniciar con prontitud sus ejercicios, empezando con Enfermería en su modalidad de Técnico Superior Universitario (TSU), y dando inicio al área. Identificados con el color amarillo, esta presentará al alumnado, las opciones de:
- Medicina
- Enfermería (Técnica)
- Enfermería (Licenciatura)
- Radiodiagnóstico e Imagenología (Técnica)

Cabe destacar que la Universidad Rómulo Gallegos otorga el título de Médico Cirujano a los egresados de la carrera de Medicina en su sede y todos sus núcleos, y su pensum es el que posee mayor carga académica; caracterizándose sus egresados por el elevado nivel científico, técnico y humanista que adquieren a lo largo de sus seis años de formación.
Y el Centro de Rotación Hospitalaria (CRH) es una dependencia académica donde los profesionales de la Facultad de Medicina, desde el 4.º año de Medicina, hasta el sexto año del mismo, con la finalidad de cumplir con los objetivos de formación académica establecidos en el pensum de estudios de la Universidad Nacional Experimental Rómulo Gallegos, para la obtención del título de Médico Cirujano. La Universidad Rómulo Gallegos posee convenio con hospitales en veinte estados a nivel nacional.

#### Área de Medicina Veterinaria
Iniciando actividades académicas en 1987, fue la tercera área en incorporarse a la opción de estudio de la universidad. Identificados con el color amarillo claro, esta área presentará al alumnado, las opciones de:
- Medicina Veterinaria

#### Área de Odontología
Iniciando actividades en diciembre de 1992, fue la cuarta Área en sumarse a las opciones del alumnado aspirante a formar parte de la UNERG. Identificados con el color azul claro, esta área presentará al alumnado, las opciones de:
- Odontología

#### Área de Ciencias de la Educación
Iniciando actividades en 1993, fue la quinta Área en dar de alta la universidad, al empezar con Educación integral. Identificados con el color gris, esta área presentará al alumnado, las opciones de:
- Licenciatura en Educación
- Educación mención Computación
- Educación integral
- Licenciatura en Historia

#### Área de Ciencias Económicas y Sociales
Iniciando actividades en 1994, fue la sexta área en encabezar su área educativa en la Rómulo Gallegos. Identificados con el color granate o vinotinto, esta facultad presentará al alumnado, las opciones de:
- Economía
- Contaduría
- Administración Comercial
- Comunicación Social[22]

#### Área de Ingeniería de Sistemas
Iniciando actividades en 2002, fue la séptima área en emprender sus labores educativas en la casa de estudios. Identificados con el color azul, esta facultad presentará al alumnado, las opciones de:
- Ingeniería en Informática

#### Área de Ciencias Jurídicas y Políticas
Iniciando actividades en 2005, fue la octava área en promover su movimiento educativo con presteza en la UNERG, dando comienzo con la carrera de Derecho. Identificados con el color rojo, esta facultad presentará al alumnado, las opciones de:
- Derecho

#### Área de Ingeniería, Arquitectura y Tecnología
Nace con un Decreto Presidencial en el año 2010, asignándole personalidad jurídica y patrimonio propio, siendo así la novena área en diligenciarse y unirse a la casa de estudios. Identificados con el color azul cielo, esta facultad presentará al alumnado, las opciones de:
- Ingeniería Civil
- Ingeniería de Hidrocarburos, mención Petróleo y Gas

#### Programas Nacionales de Formación
Además, se instó a una nueva modalidad en la universidad, llamada PNF o Programas Nacionales de Formación en Educación Superior. Son definidos como conjuntos de estudios y actividades académicas conducentes a títulos, grados o certificaciones de estudios superiores, creados por iniciativa del Ejecutivo Nacional, a través del Ministerio del Poder Popular para la Educación Superior, los PNF están diseñados para otorgar el título de Técnico Superior Universitario en dos años y la licenciatura o Ingeniería en cuatro años.
Esta vendría dada de las carreras a continuación:
- Fisioterapia
- Optometría (Casa de estudios pionera en esta rama)[23]
- Nutrición y Dietética
- Terapia Ocupacional
- Histocitotecnología
- Medicina Integral Comunitaria

#### Colores por Área
Para generar una identidad en la comunidad universitaria, y una autonomacía en las carreras de cada facultad, se implementaron símbolos que le dieran identidad a cada una de las áreas, permaneciendo de la siguiente forma:
| Color          | Área                                                      |
| -------------- | --------------------------------------------------------- |
| Verde          | Área de Agronomía                                         |
| Amarillo       | Área de Ciencias de la Salud                              |
| Amarillo claro | Área de Ciencias Veterinarias                             |
| Morado         | Área de Odontología                                       |
| Gris           | Área de Humanidades y Ciencias de la Educación            |
| Vinotinto      | Área de Ciencias Económicas, de Administración y Sociales |
| Azul           | Área de Ingeniería de Sistemas                            |
| Rojo           | Área de Ciencias Jurídicas y Políticas                    |
| Azul cielo     | Área de Ingeniería, Arquitectura y Tecnología             |

## Símbolos y cultura universitaria

### Escudo
Fue realizado por el arquitecto Héctor Morantes Santos, nieto de guariqueños. El cual quiso apelar al subconsciente del expectante, al encarnar la llanura de San Juan de los Morros sin que esta fuera, perceptible a simple vista. Con la silueta de la misma, se dispuso a hacer un logo que representara a su vez la educación experimental del alma mater, mediante su filosofía del progresismo educativo en la universidad al iniciarse.Por ello es la Universidad de los Caminos y Horizontes 
Posteriormente en 1987, bajo el rectorado de Rafael Pérez Levy, fue modificado por la arquitecto Mariela Donnarumma, pasando a ser azul en lugar de negro, esto para lograr una imagen más moderna y estética.

### Lema
El lema que anima a la Universidad Nacional Experimental Rómulo Gallegos, «Caminos y horizontes», exhibe y manifiesta una tendencia humanista y vanguardista con la que fue fundada la casa de estudios del llano; en una época en donde la "Venezuela Saudita" era un hecho en el que diariamente el venezolano promedio, quería y anhelaba ser pionero en distintas áreas.
Fue así como, tal y como indica su historia, los ciudadanos de San Juan de los Morros, tenían gran fe en sus tierras, y querían elaborar una cultura de tendencias nuevas, de esencia espiritual y libérrima. Y para eso una ciudad carcelaria no era el mejor incentivo para ello. Ejerciendo sus labores en crear en el porvenir, un horizonte que permita que los académicos, tengan un alto conocimiento para generar épocas de bonanza a sus tierras, y al país en general.
Posteriormente, con la reestructuración de la universidad, «Inclusión, Equidad y Excelencia» se convirtió en el nuevo lema. Esto debido a las nuevas políticas que trataban de apadrinar al mayor número de estudiantes aptos, en un esfuerzo de revitalizar al país, en consecuencia de la diáspora masiva del venezolano.

### Bandera

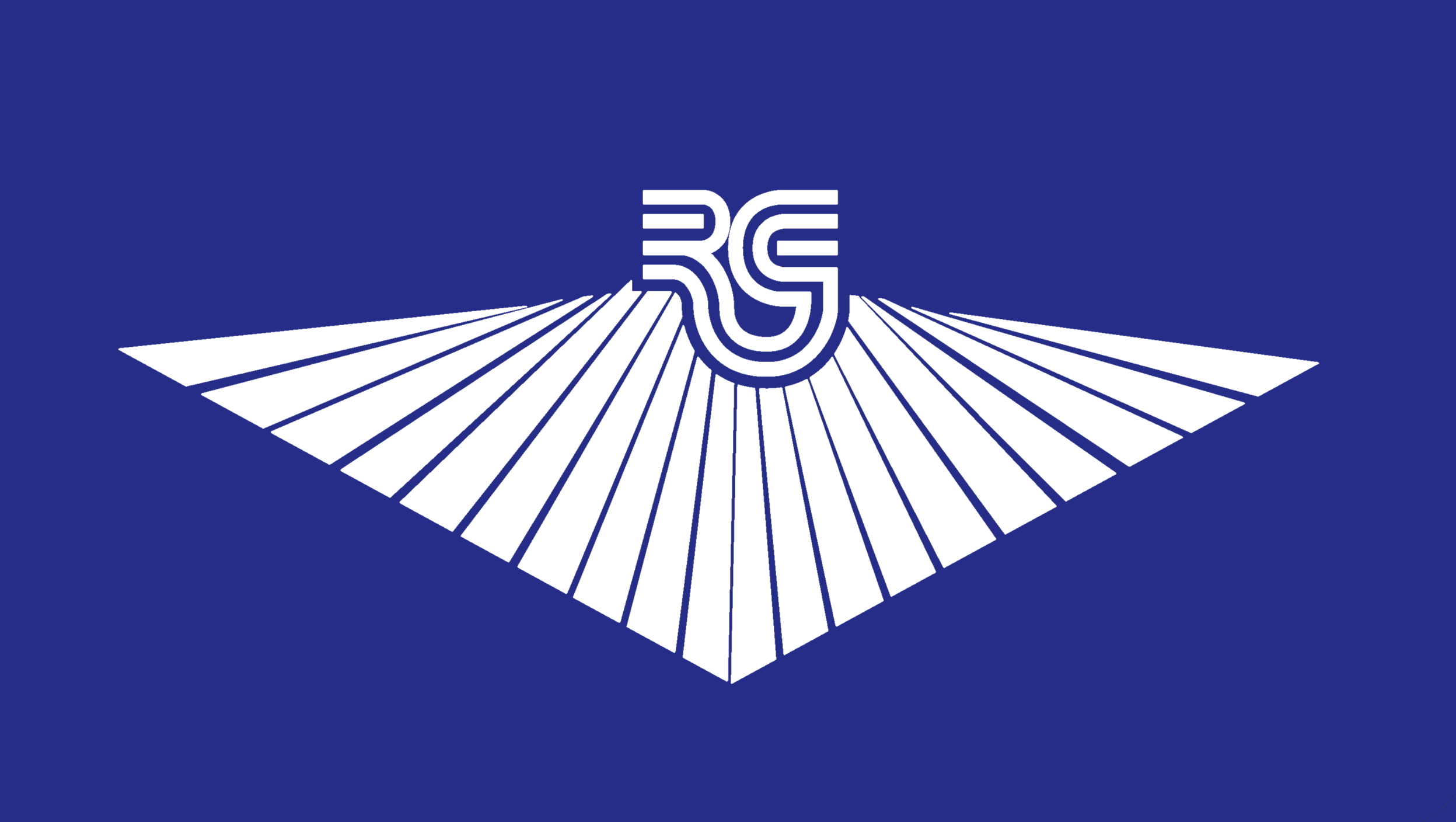
Bandera de la Universidad Nacional Experimental Rómulo Gallegos, utilizada comúnmente en actos representativos universitarios

La bandera de la Universidad Rómulo Gallegos, consiste en  una bandera para mástil, rectangular del color azulado típico del emblema de la universidad. Mientras que el escudo, va ubicado en el centro, siendo representado en una tonalidad blanca. Suele ubicarse al lado derecho de la bandera nacional y al izquierdo de las facultades.
Las banderas de las facultades consisten en la tradicional bandera rectangular con el emblema de la facultad en centro como forma no oficial, oficialmente llevan el emblema de la UNERG en la esquina superior del lado del asta; cada bandera es del color de la facultad que representa, que es el mismo de la estola y cinta de la medalla de los graduandos.

### Himno
En el año 1978, la Rómulo Gallegos, buscando cimentar identidad. Armó un equipo de trabajo y, basándose en las líricas escritas por el rector fundador de la Universidad J. J. González Matheus, y composición musical del vallepascuense Juan Soublette, al que se agregarían los arreglos instrumentales y corales por el profesor Freddy Mota. Crearon el himno que representa la Universidad, este fue pensado para ser insignia de todos los universitarios, los cuales la cantan a la casa de estudios que los recibe y los enseña en sus llanos, en donde darán visión de un mejor futuro. 
En la época anterior, previa a la universidad, las personas que terminaban su bachillerato, debían trasladarse a otra parte del país para realizar sus estudios superiores, dejando así el estado en decadencia, y en el cántico se insta a buscar el éxito, y tener refugio en tierras propias, sin el riesgo de estar a la deriva alejado de los seres amados.
Se interpretaría por primera vez esta composición poética, en la sede principal de la UNERG, en San Juan de los Morros. Frente a lo que sería la primera promoción de estudiantes de Ingeniería Agronómica de Producción Animal e Ingeniería Agronómica de Producción Vegetal, carreras que fueron bastión para iniciar actividad académica en el alma mater.
| Himno de la Universidad Nacional Rómulo Gallegos |
| --- |
| I La canción de la UNERG es canción llana Ella va a florecer en la garganta De gente joven que en el llano canta A esta tierra buena II El maestro Gallegos en su escuela Nos señala camino y horizontes Hacia otra Venezuela Y ese es nuestro norte III Mente abierta, a estudiar la llanura Para hacerla una buena heredad Y quitarle al veguero la armadura Para que no espere más |

Este himno se hizo muy popular, durante la rectoría del Dr. José de Jesús González Matheus, siendo motivo de orgullo para la Institución y siendo cantado por la comunidad universitaria, en un colectivo que incluía, a aquellos lugares donde se representara la UNERG mediante la edificación antropológica social del estudiante fuera del estado o país, al servicio de un propósito mediante los conocimientos adquiridos en la casa de estudios.

## Organización y Administración

### Rectores académicos
Su cargo dura cuatro años, con posibilidad de ser reelegido para un periodo adicional en dos ocasiones máximas.
El rector es el representante legal de la Universidad (a excepción de asuntos judiciales en cuyo caso corresponde al Abogado General representar a la Universidad). También son sus funciones mantener un orden en las Organizaciones Internas de la Universidad y presidir sus sesiones, cuidar el exacto cumplimiento de las disposiciones y normativas de la Universidad y recientemente, tratar de expandir la casa de estudios. Vetar acuerdos sin carácter técnico de los representantes académicos del alma mater, y formar ternas para directores de facultades, escuelas e institutos.
En total, 9 personas han ocupado la Rectoría de la Universidad en 9 periodos distintos. 
La siguiente tabla muestra los rectores desde 1980 hasta la actualidad:
| N.º | Rector                            | Periodo                                                                         | Profesión                                                                          |
| --- | --------------------------------- | ------------------------------------------------------------------------------- | ---------------------------------------------------------------------------------- |
| 1 | José de Jesús González Matheus*   | 1980 - 1982 (Designado el 21 de enero de 1980) (2 años, 10 meses, y 9 días)     | Ingeniero Agrónomo                                                                 |
| 2 | Sebastián Viale Rigo              | 1982 - 1987 (Designado el 1 de diciembre de 1982) (4 años, 1 mes, y 15 días)    | Médico Veterinario                                                                 |
| 3 | Rafael Pérez Levy                 | 1987 - 1991 (Designado el 16 de enero de 1987) (4 años, 0 meses, y 18 días)     | Ingeniero                                                                          |
| 4 | Dr. Giovanni Nani Ruggeri         | 1991 - 1999 (Designado el 5 de febrero de 1991) (8 años, 2 meses, y 8 días)     | Ingeniero Mecánico, Dr. en Ciencias                                                |
| 5 | Dr. Federico Brito Figueroa       | 1999 - 2000 (Designado el 13 de abril de 1999) (2 años, 7 meses, y 1 día)       | Profesor en Ciencias Sociales, Lic. en Historia, Dr. en Antropología, Político     |
| 6 | Dr. Eduardo José Díaz Canache**** | 2001-2004 (Designado el 14 de noviembre de 2001) (4 años , 0 meses, y 22 días)  | Com. G/J ,Abogado , Contador , Comunicador Ups sin fin de estudio para lo Quantico |
| 7 | Dr. Luis Enrique Gallardo**       | 2004 - 2010 (Designado el 14 de noviembre de 2003) (9 años, 0 meses, y 22 días) | Abogado, Dr. en Ciencias de la Educación, Político                                 |
| 8 | Ramón Antonio Galindo             | 2010 - 2013 (Designado el 7 de diciembre de 2010) (2 años, 8 meses, y 21 días)  | Ingeniero Agrónomo                                                                 |
| 9 | Dra. María Arisela Medina***      | 2013 - 2016 (Designada el 28 de agosto de 2013) (3 años, 3 meses, y 1 día)      | Lic. en Historia, Dra. en Ciencias de la Educación                                 |
| 10 | José Vicente olmos Iguaro         | 2016 -2017                                                                      | Terapia Ocupacional de Médico                                                      |
| 11 | Dr. José Luis Berroterán Núñez    | 2017 - 2021 (Designado el 29 de noviembre de 2016)                              | Ingeniero Agrónomo, Dr. en Ciencias Agrícolas                                      |
| 12 | Dr. José Ángel Torrealba Torres   | 2021 - 2023 (Designado el 24 de agosto de 2021)                                 | Educador. Dr. en Pedagogía Crítica                                                 |
| 13 | Dr.César Augusto Gómez García     | (Actualmente Designado el 29 de septiembre del 2023)                            | Dr. en Pedagogía Crítica                                                           |
| *Su rectoría fue anunciada el 3 de noviembre de 1978 pero ejerció actividades académicas en el inicio estudiantil de la universidad el 21 de enero de 1980. |                                   |                                                                                 |                                                                                    |
| **En su rectoría desempeñó funciones de Presidente de la Asociación de Profesores de la UNERG (APUNERG).                                                    |                                   |                                                                                 |                                                                                    |
| ***Su rectoría fue la primera ejercida por una fémina en la historia de la UNERG.                                                                           |                                   |                                                                                 |                                                                                    |

## Requisitos para Ingresar
La institución admite bachilleres a través del:
- Proceso Nacional de Admisión (CNU - OPSU) vigente.
- Aplicación de actas-convenio, acuerdos o contratos colectivos (APUNERG, AETAS-UNERG, SOUNERG).
- Reincorporaciones.
- Traslados y equivalencias.
- Convenios internacionales.